# Carcinoma polmonare a grandi cellule
Il carcinoma polmonare a grandi cellule è un tumore polmonare epiteliale maligno con caratteristica localizzazione periferica e notevole grado di anaplasia.

## Classificazione
Il carcinoma polmonare a grandi cellule fa parte dei tumori polmonari non a piccole cellule (NSCLC). Per la preferenziale localizzazione subpleurica viene considerato un tumore periferico e deve essere perciò distinto tramite biopsia con l'adenocarcinoma polmonare.

## Epidemiologia
Il carcinoma a grandi cellule rappresenta il 10-15% di tutti i tumori del polmone.

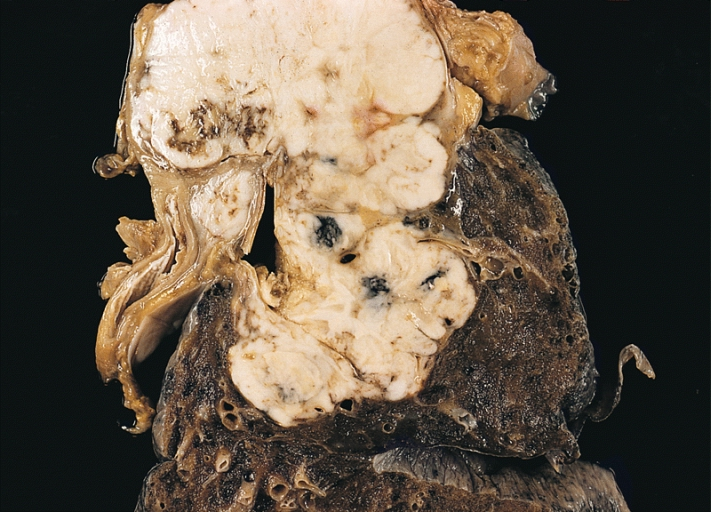
Polmone con carcinoma a grandi cellule (da autopsia): la massa si presenta multi-lobulata con interessamento del lobo superiore e del parenchima peri-bronchiale adiacente a bronchi di grosso calibro. È possibile inoltre riscontrare l'interessamento metastatico dei linfonodi ilari.

## Anatomia patologica
Esame macroscopico
Il tumore si presenta come una massa subpleurica grigio-biancastra senza apparente interessamento dei bronchi; negli stadi avanzati tende a diffondersi lungo la pleura e ad invadere le vie aeree con vegetazioni spesso stenosanti.
Esame microscopico
Il carcinoma polmonare a grandi cellule è caratterizzato da un elevato grado di anaplasia; sono presenti cellule con grossi nuclei immersi in una piccola quantità di citoplasma. Nell'accezione comune il carcinoma a grandi cellule viene ad essere considerato come una variante a bassissima differenziazione del carcinoma polmonare a cellule squamose o dell'adenocarcinoma polmonare. Tuttavia è sovente riscontrare una variante neuroendocrina che riconosce lo stesso substrato patogenetico (vedi oltre) del carcinoma polmonare a piccole cellule; in questo tipo istologico è possibile mettere in evidenza una tipica crescita cellulare a rosetta e a palizzata con riscontro immunoistochimico di marcatori neuroendocrini (sinaptofisina, cromogranina).

## Patogenesi
Essenzialmente si riconoscono due grandi ipotesi patogenetiche: la prima riconosce lo stesso substrato di tutti i tumori polmonari non a piccole cellule, con alterazioni delle vie di regolazione di RAS, di EGF e di PTEN; la seconda fa riferimento invece alla variante anatomo-patologica in cui è possibile riconoscere la linea neuroendocrina, con alterazioni specifiche di p53 e Bcl-2.

## Profilo clinico
Il carcinoma polmonare a grandi cellule è un tumore preferenzialmente periferico, con interessamento della pleura con pleurodinia e dolore toracico di tipo puntorio. Può presentarsi con tosse su base linfoangitica con espettorato striato di sangue (emoftoe). La retrazione toracica è un segno tardivo. L'invasione extra polmonare può portare ad una sindrome mediastinica; in particolare la localizzazione apicale può dar luogo alla sindrome di Bernard-Horner. Sindromi paraneoplastiche (^per approfondire) possono comparire in caso di derivazione neuroendocrina.

## Prognosi ed evoluzione
Il carcinoma polmonare a grandi cellule tende a metastatizzare ai linfonodi mediastinici, alle ossa e al fegato; metastizzazione al sistema nervoso centrale è presente in più del 50% dei casi molto avanzati.

## Profilo diagnostico
L'algoritmo diagnostico di questo tumore prevede gli stessi esami tipici per la diagnosi del tumore del polmone; la radiografia del torace rappresenta l'esame strumentale di primo livello in un quadro obiettivo ed anamnestico suggestivo di neoplasia polmonare. Ulteriori esami sono rappresentati dalla tomografia assiale computerizzata, la tomografia ad emissione di positroni e la mediastinoscopia; quest'ultima è di particolare importanza nell'indagare il coinvolgimento delle strutture mediastiniche ed impostare un eventuale intervento chirurgico. Tuttavia la biopsia rappresenta l'unico dispositivo diagnostico in grado di differenziare il carcinoma polmonare a grandi cellule dalle altre neoformazioni polmonari.

## Terapia
La terapia del carcinoma polmonare a grandi cellule negli stadi precoci (1° e 2°, controversie sul 3°) è primariamente chirurgica. Qualora la resezione non sia stata possibile o vi sia coinvolgimento grave di strutture del mediastino e del collo (plesso brachiale), la radioterapia è la terapia di scelta. La polichemioterapia con combinazioni contenenti cis-platino trova impiego soprattutto negli stadi avanzati.